# ケープコブラ
ケープコブラ（学名：Naja nivea）は、コブラ科フードコブラ属に分類されるヘビ。特定動物。有毒。

## 分布
南アフリカ共和国、ナミビア、ボツワナ、レソト。

## 形態
全長1-1.5mで、最大は1.9m。フードコブラ属（Naja属）の中では標準的な大きさの種。体色は黄色や褐色で、斑紋は入らない。名前の由来はケープタウン近辺に生息していることによる。但し、上述の通りケープタウンだけに生息しているわけではなく、アフリカ南部の広範囲に生息する。

### 毒
毒は強力な神経毒。生息地が広く、餌のネズミを追って人家付近にも現れるため被害は多い。未治療の場合の致死率は正確には分かっていないが、高いと推定されている。但し、現地には抗血清が常備されており、適切な治療を受ければ死ねことは稀である。また、本種は神経毒が多いので後遺症も起こらない。

## 生態
基底が砂のサバンナ等に生息し、小動物の掘った穴等を巣穴にする。主に地表性であるが木に登ることもでき、樹上の鳥の巣を襲うことも多い。危険を感じるとフードを広げて立ちあがり、噴気音をあげて威嚇する。
食性は幅広く、主にげっ歯類、鳥、ヘビ、トカゲなどを捕食するが腐肉も食べる。ケープコブラ同士で共食いも行う。
繁殖形態は卵生。